# Cochisea abrunnea
Cochisea abrunnea är en fjärilsart som beskrevs av Mcdunnough 1941. Cochisea abrunnea ingår i släktet Cochisea och familjen mätare. Inga underarter finns listade i Catalogue of Life.